# Шуховцев Ігор Вікторович
Ігор Вікторовович Шуховцев (* 13 липня 1971, Одеса) — український футболіст, воротар. Майстер спорту України — з 2001 року.

## Спортивна біографія

### Кар'єра футболіста
Вихованець СДЮСШОР «Чорноморець». Перший тренер — Всеволод Родіонович Мірошниченко. У своїх неодноразових розмовах з журналістами, підкреслював, що воротарем став завдяки відомому українському фахівцю Семену Альтману.
Виступав у дублі одеського «Чорноморця», СК «Одеса», «Нива» (Вінниця). В 1993 році переїхав до Хмельницького на запрошення легендарного тренера Євгена Лемешка. Потім повернувся в «Ниву». Далі грав в аматорському клубі «Благо» (Благоєве). Пізніше, за запрошенням Валентина Іванова, їздив на оглядини в московське «Торпедо», але контракт не підписав. Мав період виступів в «Уралмаші» Єкатеринбург, з яким дійшов до 1/2 фіналу Кубка Інтертото. В зв'язку з фінансовими проблемами клубу, перейшов до підмосковного клубу першого дивізіону Росії «Ности» з Новотроїцька. Не зміг зіграти в клубі жодного матчу, оскільки отримав важку травму.
З 1997 року відгукнуся на пропозицію маріупольського «Металурга», де грав, з невеликою перервою, понад 10 років: були в його кар'єрі і київський «Арсенал», і кримська «Таврія», але він все одно повернувся до команди «Іллічівець» з Маріуполя.
У 2009 році, не знайшовши спільної мови з новим головним тренером «Іллічівця», перейшов у статусі вільного агента до луганської «Зорі». В луганській команді став основним воротарем.
25 грудня 2011 року звернувся з листом до президента «Зорі» з проханням розірвання контракту. Прохання було задоволено і контракт було розірвано за обопільною згодою сторін.
У січні 2012 року на запрошення В'ячеслава Грозного увійшов до тренерського складу казахстанського клубу «Тобол». У клубі Шуховцев став тренером воротарів.
13 листопада 2012 року знову відновив футбольну кар'єру, підписавши однорічний контракт з харківським «Металістом», куди був запрошений у зв'язку з важкою травмою другого воротаря команди Володимира Дишленковича.

### Праця тренера
У сезоні 2011/12 тренував воротарів казахстанської команди «Тобол» з міста Костанай. У сезоні 2013/14 був тренером воротарів харківського «Металісту». Починаючи з 2016 року тренував воротарів команди «Балкани» (Зоря).
14 жовтня 2019 року Ігор Шуховцев поповнив тренерський штаб одеського «Чорноморця», де він буде тренувати воротарів.

## Титули та досягнення
- Півфіналіст єврокубкового турніру ІнтерТото УЄФА: 1996 року.
- Срібний призер чемпіонату України: 2013 року.
- Переможець першої ліги чемпіонату України: 2008 року.
- Бронзовий призер першої ліги чемпіонату України: 1997 року.
- Провів найбільшу кількість матчів у Прем'єр-лізі в складі «Іллічівця»: 244, в тому числі 68 на «0».
- Член Клубу Євгена Рудакова: 111 матчів на «0».